# Jaymes Young
Jaymes Young (numele de scenă al lui Jaymes McFarland; n. 1 septembrie 1991, Seattle, Washington, SUA) este un cântăreț, compozitor și muzician american. La 9 septembrie 2013, și-a lansat primul său album «Dark Star».
Albumul său de debut "Feel Something" a fost lansat pe 23 iunie 2017.